# Friedrich Wilhelm von Bülow
Friedrich Wilhelm von Bülow, conte di Dennewitz (Falkenberg, 16 febbraio 1755 – Königsberg, 25 febbraio 1816), è stato un generale prussiano.

## Carriera militare
Entrato quattordicenne come cadetto nel reggimento von Braun, con il quale partecipò alla guerra di successione bavarese, nel 1793 venne chiamato come precettore militare del principe Luigi Ferdinando di Prussia con il grado di capitano, posto che occupò sino alla pace di Basilea. Prese parte alle campagne del 1792-94 sul Reno, e ricevette per i propri atti di coraggio durante l'assedio di Magonza l'onorificenza Pour le Mérite e la promozione al grado di maggiore.
Nel 1795 fu trasferito alla fucilieri della Guardia della Prussia Orientale e nel 1797 gli venne affidato il comando di un battaglione. Prese parte alla guerra contro Napoleone nella Quarta coalizione: combatté presso Thorn (l'odierna Toruń) e Danzica e nel febbraio 1807 venne ferito presso Waltersdorf.
Maggior generale nel 1808 e comandante di brigata della fanteria prussiana nel 1809 furono gli incarichi ricoperti sotto il feldmaresciallo Blücher e sotto Yorck. Nel 1812 fu nominato rappresentante del generale Yorck come governatore della Prussia Orientale e Occidentale. Combatté contro Napoleone durante la cosiddetta Deutsche Befreiungskrieg (guerra di liberazione tedesca) come luogotenente generale. Alla battaglia di Möckern (5 aprile 1813) partecipò con la sola cavalleria.
Il 2 maggio attaccò con successo Halle sul Saale sconfiggendo le truppe del maresciallo Oudinot a Luckau, difese Berlino minacciata dalle truppe francesi. Dopo l'armistizio nell'agosto 1813 il suo corpo d'armata venne assegnato all'Armata del Nord del principe della corona svedese e quindi costretto inizialmente all'inattività. Contro la volontà del comando supremo diede battaglia il 23 agosto alle truppe dell'armata di Oudinot comandate dal generale francese Jean Reynier a Großbeeren, sconfiggendole.
Il 6 settembre contribuì alla vittoria di Bernadotte (diventato Re di Svezia e nemico di Napoleone) sul maresciallo Ney a Dennewitz, salvando definitivamente Berlino dalla minaccia francese. Per questo successo ricevette il 3 giugno 1814 dal Re di Prussia il titolo di conte di Dennewitz. Prese parte alla battaglia di Lipsia come comandante del III Corpo d'armata prussiano.
Successivamente si diresse a ovest occupando i Paesi Bassi e il Belgio. Nella campagna della sesta coalizione in Francia, conquistò le fortezze di Soissons e la Fère con il generale Wintzingerode (14 febbraio 1814), partecipò alla battaglia di Laon (9 e 10 marzo). Partecipò infine alla battaglia di Waterloo (18 giugno 1815), in particolare agli scontri di Belle Alliance e Plancenoit, come comandante del IV Corpo d'armata. 
Morì a Königsberg in seguito a un'influenza contratta durante una battuta di caccia.